# Herrschaft Cottbus

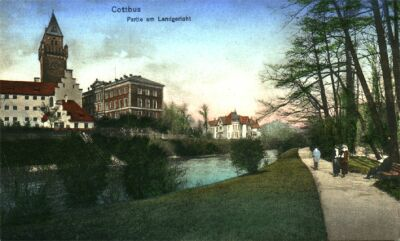
Schloss Cottbus

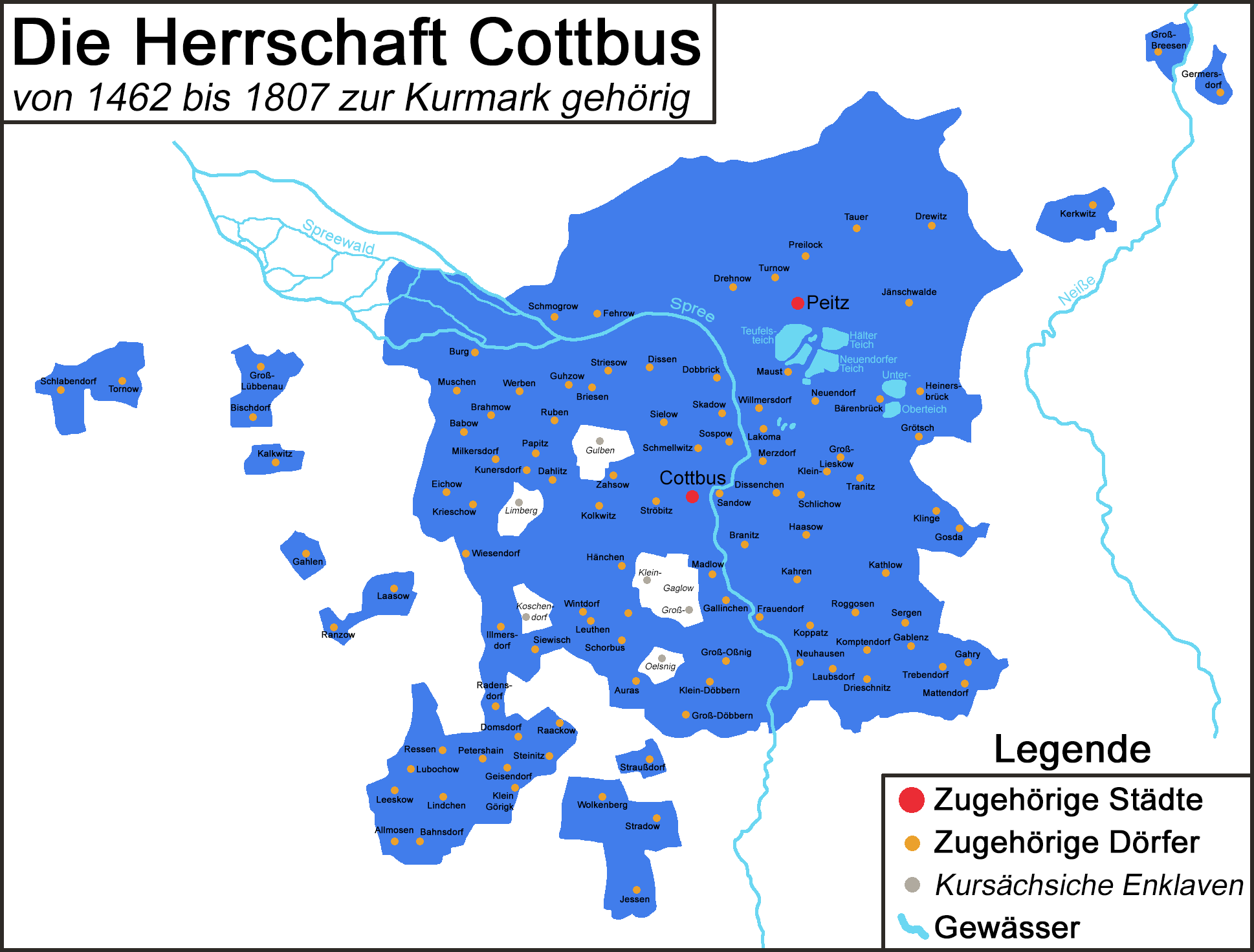
Karte der Herrschaft Cottbus

Die Herrschaft Cottbus war ein Herrschaftsgebiet in der Niederlausitz bis 1815.

## Geschichte
1156 wurde ein Heinricus castellanus de Chotibuz (Heinrich, Burgverwalter von Cottbus) als erster namentlich bekannter Verwalter in Cottbus erwähnt. 1199 trat Thymo de Codebuz in einer Urkunde als Zeuge auf. In den folgenden Jahrhunderten herrschten die Herren von Cottbus als Lehnsnehmer der Wettiner, Askanier, Wittelsbacher und Luxemburger.
Seit 1445 erwarb Kurfürst Friedrich II. von Brandenburg aus dem Haus Hohenzollern die Herrschaft Cottbus und erhielt sie 1462 nach dem Gubener Frieden offiziell endgültig in seinen Herrschaftsbereich. Mit der Vogtei Peitz bildete das Gebiet nun eine Exklave innerhalb der böhmischen Niederlausitz. Von 1535 bis 1571 war die Herrschaft Teil der Sekundogenitur Brandenburg-Küstrin. 1652 lebten nach dem Dreißigjährigen Krieg in der Herrschaft Cottbus und Peitz 10.279 Einwohner (ohne Städte Cottbus und Peitz), von 2.767 Hofstellen waren 454 wüst.
1807 kam das Gebiet nach dem Tilsiter Frieden zum Königreich Sachsen, 1813 besetzten preußische Truppen das Land, das seit 1815 wieder zu Preußen gehörte.
1816 wurde aus ihm der Kreis Cottbus in der Provinz Brandenburg gebildet, der auch umliegende Orte der Niederlausitz umfasste.

## Gebiet

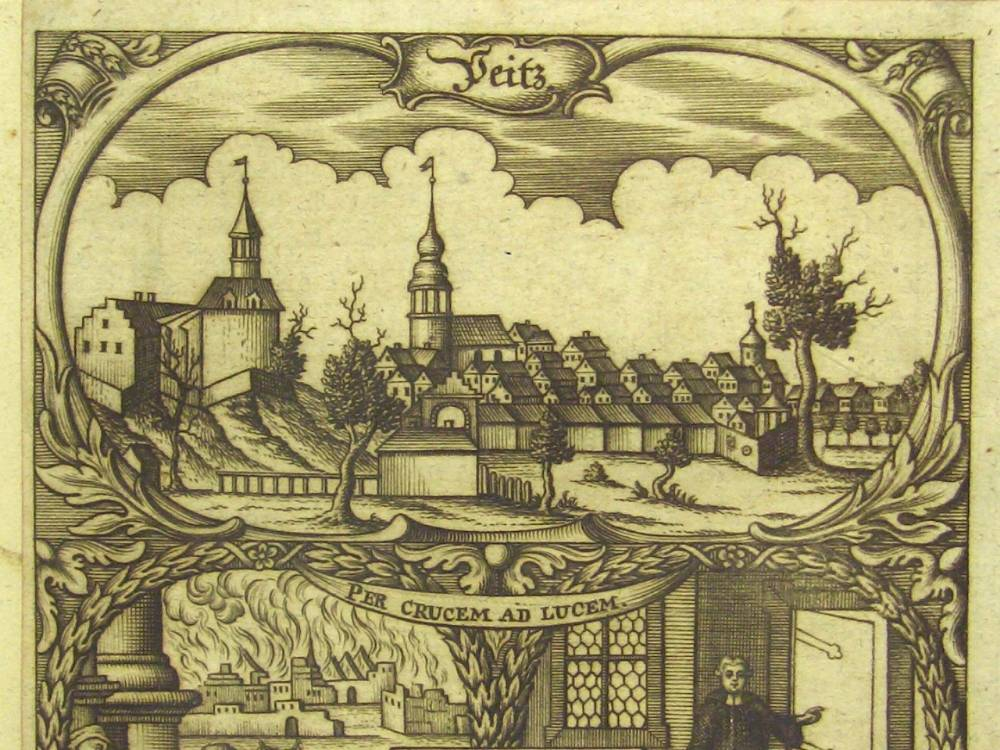
Peitz, 1798

Das Territorium umfasste zuerst die Umgebung von Cottbus und erweiterte sich in den folgenden Jahrhunderten bis nach Peitz, Lübbenau, Burg und deren  umliegende Ortschaften.
| Ortschaft                                            | Anmerkungen |
| Amosen oder Allmosen                                 | Dorf |
| Auras                                                | Dorf und Gut |
| Baabow                                               | Dorf und Gut mit Schmiede |
| Bahnsdorf                                            | Dorf und Gut mit Windmühle |
| Beerenbruch oder Bernbruck oder Baerenbrück          | Dorf |
| Bischdorf                                            | Dorf, ein Theil des Orts steht unter Sächsischer Hoheit |
| Brahmow oder Brahme                                  | Dorf und Gut mit Schmiede |
| Branitz                                              | Dorf und Gut |
| Groß Beeren bei Guben                                | Dorf und Gut, liegt ganz isoliert in der Niederlausitz, bei Guben |
| Bresinchen oder Bresingen                            | Dorf, liegt auf der Ostseite der Spree |
| Briesen                                              | Dorf und Gut, ein Theil des Orts steht unter Sächsischer Hoheit |
| Brunschwig auf dem Berge und Brunschwig in der Gasse | Dorf oder Vorstadt von Cottbus, liegt unmittelbar vor Cottbus |
| Brunschwig                                           | Vorwerk oder Kolonie in dem Dorfe Brunschwig |
| Buchholz                                             | Dorf und Gut mit drei Wassermühlen |
| Burg, Burg 1stes Kauper, Burg 2tes Kauper            | Dorf, Etablissement, Etablissement. Es sind eigentlich drei für sich bestehende Dörfer: das alte Dorf Burg und zwei im Jahre 1725 angelegte zerstreut liegende Kolonie-Dörfer |
| Casel                                                | siehe Kahsel |
| Comptendorf                                          | Dorf und Gut |
| Cottbus                                              | Amtssitz-Vorwerk mit drei dazugehörigen Wassermühlen an der Spree |
| Cunersdorf                                           | Dorf und Gut |
| Dahlitz oder Dalitz                                  | Dorf |
| Diebsdorf                                            | Vorstadt von Peitz mit Schmiede, Krug und Wassermühle |
| Dissen oder Dyssen                                   | Dorf und Amts-Vorwerk |
| Dissenschen                                          | Dorf |
| Groß Döbbern                                         | Dorf und Gut mit Schmiede, Wassermühle, Ziegelei |
| Klein Döbbern                                        | Dorf und Gut mit Schmiede |
| Döbbrick oder Döbrigk                                | Dorf |
| Domsdorf                                             | Dorf |
| Drachhausen                                          | Dorf und Amts-Vorwerk |
| Drehnow                                              | Dorf mit Schmiede |
| Drewitz                                              | Dorf mit Schmiede |
| Drieschnitz oder Driesnitz                           | Dorf und Gut |
| Eisenhammer                                          | siehe Hüttenwerk |
| Fehrow                                               | Dorf |
| Feldmühle                                            | Wassermühle, siehe Krieschow |
| Frauendorf                                           | Dorf und Gut mit Wassermühle |
| Friedrichshof                                        | Amts-Vorwerk |
| Gablentz                                             | Dorf und Gut mit Wassermühle |
| Groß Gaglow                                          | Dorf und Gut, ein der größte Theil steht unter Sächsischer Hoheit |
| Gahlen                                               | Dorf und Gut, liegt ganz isoliert, unweit Calau, in der Lausitz |
| Gahri oder Gahry                                     | Dorf und Gut, ein Theil des Dorfes steht unter Sächsischer Hoheit |
| Gallinchen                                           | Dorf und Gut mit Wassermühle an der Spree und Ziegelei |
| Geissendorf oder Geisendorf                          | Dorf und Gut mit zwei Wassermühlen |
| Glintzig                                             | Dorf und Vorwerk mit Wassermühle, die Koselmühle genannt, das Vorwerk, der Fischerhof genannt                                                                                 |
| Görick oder Gerick                                   | Dorf und Meierei |
| Görmersdorf oder Germersdorf                         | Dorf und Güter mit Wassermühle. Liegt mitten in der Niederlausitz, bei Guben                                                                                                  |
| Gohre                                                | siehe Guhrow |
| Gosda                                                | Dorf und Gut mit Wassermühle |
| Grötsch                                              | Dorf |
| Guhrow oder Gohre                                    | Dorf und Gut mit Schmiede |
| Haasow oder Hasow                                    | Dorf |
| Hänchen                                              | Dorf und Gut mit Ziegelbrennerei |
| Hallungs                                             | Wassermühle, wird bei Lubochow mit aufgeführt |
| Heinrichsbrück oder Heinersbrück                     | Dorf und Erbpachts-Vorwerk mit Schmiede und Windmühle |
| Hüttenwerk                                           | Hoher Ofen und Eisenhammer bei Peitz, liegt an einem Arm der Spree |
| Jenischwalde oder Jänischwalde                       | Dorf und Erbpachts-Vorwerk |
| Jessen                                               | Dorf und Gut, Schmiede, ein Theil des Ortes steht unter Sächsischer Hoheit |
| Jllmersdorf                                          | Dorf und Gut mit Schmiede und Ziegelei |
| Kackrow                                              | Dorf |
| Kahren                                               | Dorf und Gut |
| Kahsel                                               | Dorf und Gut mit Schmiede |
| Kalckwitz                                            | Dorf und Gut mit Schmiede und Windmühle |
| Kathlow                                              | Dorf und Gut mit Schmiede und Wassermühle |
| Kerckwitz                                            | Dorf, liegt mitten in der Niederlausitz, an der Heerstraße von Cottbus nach Guben, ein Theil ist sächsisch                                                                    |
| Kikebusch oder Kieckebusch                           | Dorf, Schmiede, liegt an der Ostseite der Spree |
| Klinge                                               | Dorf und Gut mit Schmiede und Ziegelei |
| Kolckwitz                                            | Dorf mit Schmiede |
| Die Kolen oder In den Koln                           | Etablissement, so heißen die bei Burg, im Spreewalde 1745 angelegten Holländereien und Kauper-Etablissements, von dem wendischen Worte Kolne: Sumpf, siehe Burg               |
| Kitz                                                 | Dorf |
| Kosel                                                | Wassermühle, siehe Glintzig |
| Krieschow oder Krieschen                             | Dorf und Gut mit Schmiede und zwei Wassermühlen, wovon die eine Feldmühle heißt                                                                                               |
| Kutzebruch oder Kutzeburg                            | Wassermühle, liegt auf einer Insel in der Spree, neben Gallinchen |
| Laasow                                               | Dorf und Gut mit Schmiede und Windmühle. Liegt, nebst Rantzkow, mitten in der Lausitz                                                                                         |
| Lacoma oder Lacuma                                   | Dorf und Vorwerk |
| Laubsdorf                                            | Dorf und Gut |
| Leeskow oder Leeske                                  | Dorf und Gut mit Schmiede |
| Leuthen                                              | Dorf und Gut mit Schmiede |
| Groß Lieskow                                         | Dorf mit Schmiede und Krug |
| Klein Lieskow                                        | Dorf |
| Lindchen                                             | Dorf und Gut |
| Lubochow oder Lübbichow                              | Dorf und Gut mit zwei Wassermühlen, namens Lubochow-Mühle und Hallungs-Mühle                                                                                                  |
| Groß Lübbenau                                        | Beeskowischer Kreis |
| Madlow                                               | Dorf mit Wassermühle, Schneide- und Walkmühle der Tuchmacher in Cottbus |
| Am Maiberge                                          | Wohnung eines Dammeisters oder Aufsehers über die Spree-Dämme |
| Markgrafen Mühle                                     | Wassermühle 1/4 Meile südlich von Cottbus, an der Spree |
| Mattendorf                                           | Dorf |
| Maust                                                | Dorf und Amts-Vorwerk mit Schmiede und Wasser-, Mahl- und Schneidemühle |
| Mertzdorf                                            | Dorf |
| Milkersdorf                                          | Dorf und Gut |
| Müschen oder Mischen                                 | Dorf und Gut |
| Neuendorf                                            | Dorf |
| Neuhausen                                            | Dorf und Gut mit Wassermühle an der Spree |
| Nutzberg                                             | Schäferei bei Kahren |
| Groß Osnig                                           | Dorf, Gut und Meierei mit Schmiede und Ziegelei |
| Klein Osnig                                          | Dorf und Gut |
| Ostrow                                               | Dorf oder vielmehr Vorstadt von Cottbus, liegt auf der Südseite der Stadt an der Spree                                                                                        |
| Ottendorf oder Ottensdorf                            | Kolonie bei Peitz, bei dem Hammer |
| Papier-Mühle                                         | liegt auf einer Insel an der Spree, neben der Markgrafen-Mühle |
| Papitz                                               | Dorf und Gut |
| Pardutz                                              | Vorwerk bei Jessen |
| Peitz                                                | Domänen-Amt |
| Petershayn                                           | Dorf, Gut und Meierei mit Schmiede, Wasser- und Windmühle |
| Plantage bei Peitz                                   | Etablissement |
| Preilack oder Preylack                               | Dorf |
| Die Prior auch Sachsenbruch genannt                  | Kolonie, welche seit 1784 von dem Magistrat zu Cottbus auf der Prior angelegt sind                                                                                            |
| Prior                                                | Ziegelei, siehe Ströbitz |
| Raackow                                              | Dorf und Gut mit zwei Wassermühlen |
| Radensdorf                                           | Dorf und Gut mit Ziegelei |
| Radewiese                                            | Kolonie an dem Malrfluß, unweit Heinersbrück |
| Rantzow                                              | Dorf und Gut mit Wassermühle |
| Reinpusch                                            | Vorwerk bei Schorbus mit Ziegelei |
| Ressen                                               | Dorf und Gut mit Schmiede, Ziegelei und Wassermühle, die Sandmühle genannt |
| Rogosna oder Rogossen                                | Dorf und Meierei |
| Ruben                                                | Dorf |
| Sacasne oder Saccasin                                | Kolonie |
| Sachsendorf                                          | Kolonie, siehe Prior |
| Sandmühle                                            | siehe Ressen |
| Sandow                                               | Dorf oder vielmehr Vorstadt von Cottbus, liegt auf der Ostseite der Stadt, an der Spree                                                                                       |
| Saspow                                               | Dorf |
| Scadow oder Skadow                                   | Dorf und Gut |
| Schiewitz                                            | siehe Siewisch |
| Schlabendorf                                         | Dorf und Gut, das Gut und ein Theil des Dorfes stehen unter Sächsischer Hoheit                                                                                                |
| Schlichow                                            | Dorf und Gut |
| Schmelwitz oder Schmellwitz                          | Dorf |
| Schmogrow                                            | Dorf mit Schmiede und Wasser-, Mahl und Schneidemühle am Malrfluß |
| Schnegel                                             | Wassermühle, siehe Buchholz |
| Schönhöhe                                            | Kolonie und Erbpachts-Vorwerk in der Tauerschen Heide |
| Schönhöhe                                            | Theerofen in der Tauerschen Heide, siehe Tauer |
| Schorbus                                             | Dorf und Gut mit Schmiede |
| Sergen                                               | Dorf und Gut mit Wassermühle |
| Sielow oder Silow                                    | Dorf und Amts-Vorwerk mit Schmiede und Schäferei. War ehedem ein eigenes Domänen-Amt, das jetzt mit dem Amte Cottbus vereinigt ist                                            |
| Siewisch oder Schiewitz                              | Dorf, nur ein Bauer ist Preußisch, der übrige Antheil steht unter Sächsischer Hoheit                                                                                          |
| Steinitz                                             | Dorf und Gut, ein Theil des Ortes steht unter Sächsischer Hoheit |
| Stradow                                              | Dorf und Gut mit Windmühle |
| Strausdorf                                           | Dorf und Gut mit Ziegelei und Windmühle |
| Striesow oder Strösow                                | Dorf mit Schmiede |
| Ströbitz                                             | Dorf mit Ziegelei |
| Tauer                                                | Dorf mit Schmiede, zwei Theeröfen, Windmühle und Braukrug |
| Tornow                                               | Dorf und Gut |
| Tranitz                                              | Dorf, Gut und Vorwerk mit Wassermühle |
| Trebendorf                                           | Dorf und Gut mit Schmiede, Wasser- und Windmühle |
| Turnow                                               | Dorf und Amtssitz-Vorwerk mit Ziegelei (Amt Peitz) |
| Werben                                               | Dorf und 5 Güter |
| Wiesendorf                                           | Dorf und Gut mit Schmiede und Ziegelofen |
| Willmersdorf                                         | Dorf und Erbpachts-Vorwerk |
| Winddorf                                             | Dorf und Gut mit Ziegelei |
| Wölkenberg                                           | Dorf und Gut mit Schmiede und Windmühle |
| Zasow oder Zaasow                                    | Dorf |

## Persönlichkeiten
Kastellan von Cottbus

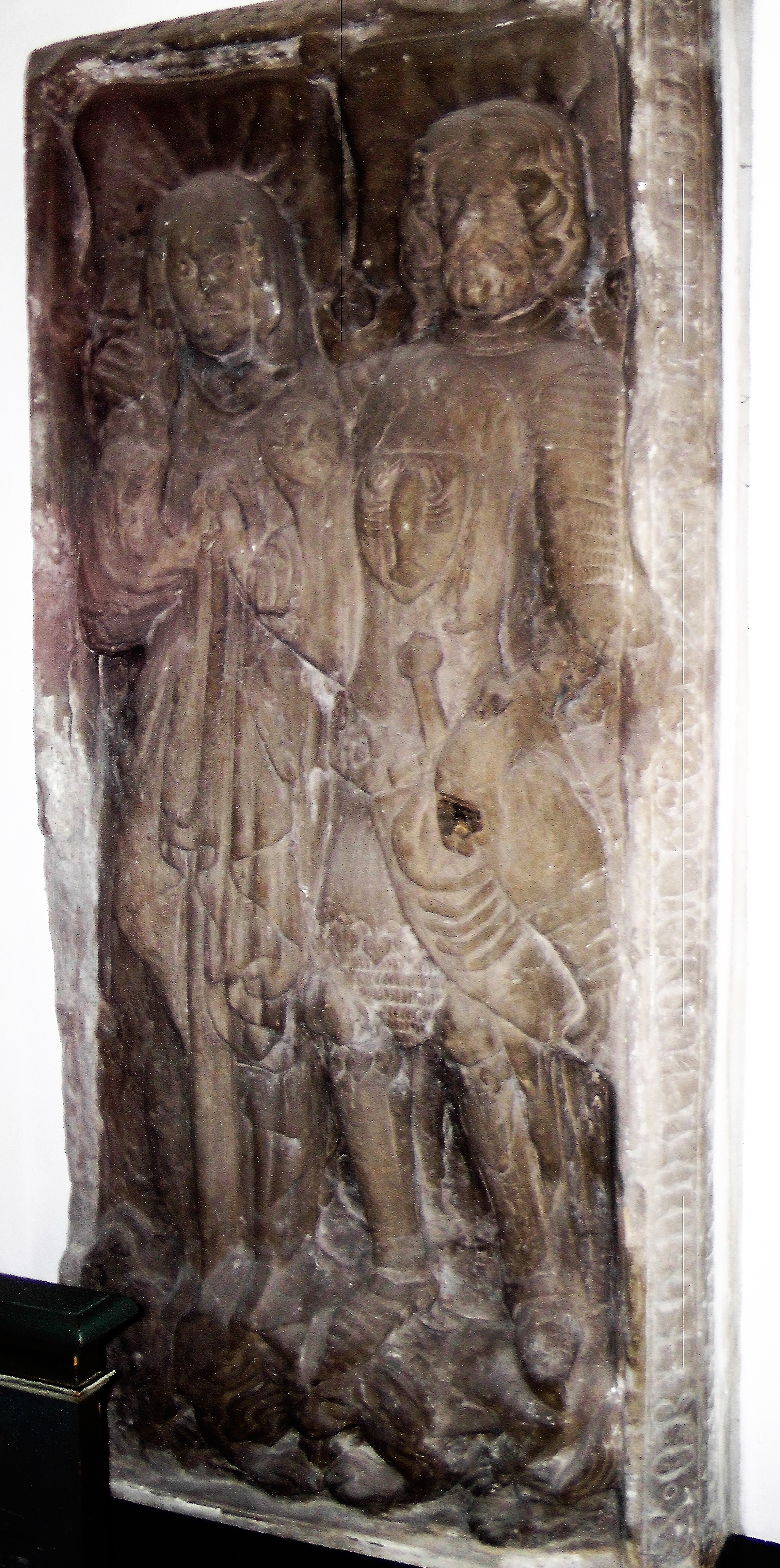
Grabplatte von Fredehelm und dessen Frau in der Klosterkirche

- 1156 Heinrich von Cottbus, einziger erwähnter Burgverwalter[5]

Herren von Cottbus
- 1199 Thymo von Cottbus, fränkischer Herkunft, erster erwähnter Herr von Cottbus[7]

- 1225–1252 Otto von Cottbus
- 1283–1307 Fredehelm von Cottbus, älteste erhaltene Grabplatte in der Klosterkirche
- 1304–1319 Johann von Cottbus
- 1319–1341 Richard von Cottbus[8]
- 1341 Luther (Leuter) von Cottbus
- 1347 Fredehelm II. von Cottbus [9]
- 1349–1389 Johann II. von Cottbus
- 1387–1431 Johann III. von Cottbus
- 1431–1445 Reinhard von Cottbus
- 1431–1455 Luther (Leuter) von Cottbus, letzter Herr von Cottbus
- seit 1445/55 Kurfürst Friedrich II. von Brandenburg und dessen Nachfolger
- 1461–1462 Zdenek von Sternberg, Burggraf von Prag, wird vom böhmischen König mit der Herrschaft belehnt, kann jedoch Cottbus nicht einnehmen und verzichtet

Vögte von Cottbus
- vor 1478-nach 1479 Dietrich von Freiberg

Amtshauptmänner von Cottbus und Peitz
- 1486- Seifert von Heinersdorf[11]
- 1488-nach 1489 Albrecht von Leipzig (Albrecht Leipziger)
- 1491–1511 Siegmund von Chlumen[12]
- 1511- nach 1512 Heinrich von Röder (Heinze Röder)[13]
- 1515 Christoph von Zabeltitz
- 1516–1521 Georg von Schlieben
- 1521- Balthasar Brieck[14]
- 1536–1554 Heinrich von Pack (Heinrich von Pagk)[15]
- 1554–1580 Berthold von Mandelsloh (Bartelt von Mandelsloh)
- 1589–1604 Otto von Hack(e)
- 1606–1610 Wedig Reimar Edler von Putlitz[16]
- 1610-  Wichmann von Winterfeld
- vor 1617- Wiegand von Hacke (?)
- 1625–1627 Gebhard von Alvensleben (Gebhardt von Alvensleben)
- 1628–1636 Vitztum von Eckstädt
- 1639–1672 Georg Abraham von Grünbergk (1603–1672)[17]

- 1745–1746 Georg Konrad von der Goltz